# 틀라텔롤코 학살

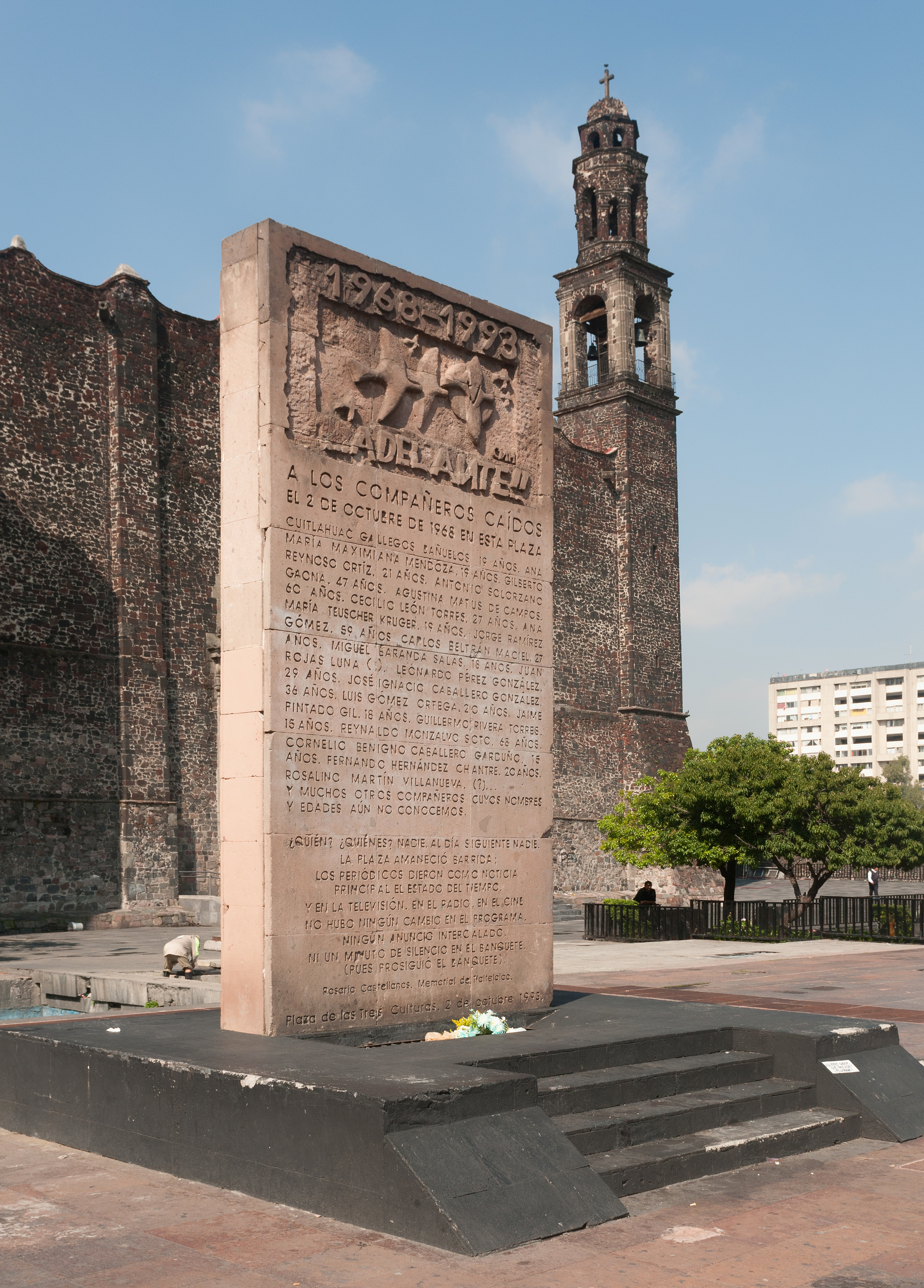

틀라텔롤코 학살(Tlatelolco massacre)는 1968년 10월 2일, 멕시코의 수도 멕시코시티의 틀라텔롤코 광장에서 시위를 하던 학생, 시민들을 반정부 시위대를 멕시코 정부가 학살한 사건이다. 1960년대 말 멕시코에서 제도혁명당의 일당독재의 종식과 민주화를 요구하는 목소리가 커지자 정부는 사회 분열을 범죄로 규정하고 시위와 노동조합들을 억압했다. 한편 멕시코 정부가 야심차게 추진한 1968년 하계 올림픽 개최에 당시 돈 1억 5천만 달러가 지출된 것에 대해 많은 시민들이 불만을 품었다. 1968년 여름 정부의 대학 자치에 대한 개입에 반발해 학생운동이 활발해졌다. 학생운동이 정치범 석방, 집회의 자유 등을 요구하자 정부는 멕시코 국립 자치 대학교를 점령하는 것으로 대응했다. 점령과정에서 사망자는 없었지만 학생들이 체포되었다. 다른 캠퍼스에서는 점령과정에서 총이 발사되고 사망자가 나왔다.
10월 2일 10,000명 가량의 학생들이 틀라델롤코 광장에서 열린 반정부 평화시위에 참가했다. 당시 광장에는 학생들 이외에도 일반 시민들도 참석해 있었다. 시위의 구호는 "우리는 올림픽을 원하지 않는다! 우리는 혁명을 원한다!(¡No queremos olimpiadas, queremos revolución! )였다. 오후 5시 55분 인근 건물에서 총이 발사되었다. 이는 후의 조사에서 대통령 경호대 소속 군인이 발사한 것으로 밝혀졌다. 광장을 포위한 5,000명 이상의 군인과 시위대 안의 사복경찰들이 광장의 시위대를 밤새 진압하면서 주변 건물들을 수색해 학생들을 체포, 구타, 사살했다. 사망한 사람들에는 학생들뿐만 아니라 일반 시민과 주변 주민들도 포함되어 있었다. 시신은 군과 경찰이 트럭에 실어 알려지지 않은 곳으로 실어갔다. 이날 사망한 사람의 수는 밝혀지지 않았지만 300명에서 400명 사이로 추정된다.
사건 10일 후에 멕시코 시티에서 올림픽이 개최되었다. 멕시코 정부와 텔레비사등 주요 언론은 시위대의 폭동에 대한 정당한 진압이라고 주장했지만 2001년 비센테 폭스가 71년만에 정권교체에 성공한 후 이루어진 조사에서 폭동적 시위진압이었음이 밝혀졌다.

## 같이 보기
- 켄트 주립 대학교 총격사건
- 바나나 학살